# Julio E. Miranda
Julio E. Miranda Luque (27 de junio de 1945, La Habana, Cuba - 14 de septiembre de 1998, Mérida, Venezuela) fue un escritor y crítico literario cubano venezolano. El trabajo de Miranda abarcó los terrenos de la poesía, la narrativa, el ensayo, la traducción y la crítica e investigación literaria y cinematográfica. Fue premiado en distintas oportunidades por obras como Vida del otro (1982), que le valió el Premio Conac de Poesía (1983); El guardián del museo, con el que recibió el premio de la I Bienal de Literatura Mariano Picón Salas.

## Biografía
Julio Miranda nació en 1945 en La Habana, Cuba, donde pasó sus primeros años. En 1961, con 16 años es detenido por rasgar en la calle un cartel de propaganda del gobierno, por lo que pasa más de un mes en la cárcel, como cuenta en una novela editada después de su muerte Poco después, sin culminar sus estudios de bachillerato, se exilia en Miami, donde organizó un grupo que editaba una revista Cubanidad, que propugnaba la vía del catolicismo progresista conciliar. A los pocos meses se traslada a España, y nunca regresaría a su patria, sin dejar por ello de sentirse plenamente cubano.

En 1962, es becado para hacerse sacerdote dominico en España. Estando de novicio en el convento dominico de Granada, escribe poemas, realiza un programa de cultura marginal en la radio y organiza recitales con un grupo de poetas antifranquistas, perdiendo la vocación religiosa tras graduarse como filósofo con una tesis sobre el diálogo cristiano-marxista, como narrará en su otra novela póstuma dedicada a sus años granadinos, publicada conjuntamente con la anterior. En 1966 días antes de cumplir 21 años,  "ahorca los hábitos", y así cuenta los motivos:
“aspirabas a que la Iglesia recuperara su pureza primitiva; que no soportabas ya la mediocridad del convento, la hipocresía de aquel centenar de solterones espiándose los unos a los otros, cumpliendo mecánicamente los rituales litúrgicos, engordando, embruteciéndose cada día -si cabe- bajo la losa mental de la Escolástica” 
Decide trasladarse a Madrid, donde vive como poeta bohemio bajo condiciones realmente precarias, incluso dando recitales de poesía a cambio de comida. Tras su etapa española, a fines de 1967 se traslada a París, que en ese momento era un lugar con una vibrante vida multicultural, no necesariamente vista de una forma positiva por Miranda, quien posteriormente la describió como «el centro del mundo; la olla podrida de cuanta disidencia, divergencia, disgregancia, desquicio, dislate hubiera parido alguien alguna vez en alguna parte; era unos enormes cinemateca, museo y biblioteca; una manifestación enormísima, con aquellas banderas rojas al frente». Este período de la vida de Miranda fue sumamente importante para su desarrollo como intelectual, él mismo lo describe como un momento de transformación desde la niñez hasta la adultez. En gran parte esta época está retratada en su novela corta Casa de Cuba (1990), donde se aprecia el espíritu de rebeldía hacia cualquier orden establecido, al incluirse entre los miembros de "la comuna" de estudiantes y artistas allí alojados, situados entre la gusanera y los becarios del régimen. Estos fueron años en los que Miranda también se empeñó en estudiar la literatura cubana profundamente y, gracias al fruto de este trabajo, pocos años después saca su primer texto crítico sobre la literatura cubana: Joven poesía cubana (1968).
En 1968 se instala en Venezuela, donde comienza una labor multifacética como escritor y donde pasa la mayor parte de su vida productiva dentro del mundo de la literatura, además asumiendo un rol de completo compromiso con las letras en el país. A su llegada, con apenas 24 años, funda y ejerce como director de la revista Letras Nuevas, asimismo emprende durante su vida números proyectos editoriales que en su mayoría tenían una existencia breve por distintas dificultades. Para Miranda los problemas con las casas editoriales fueron una constante en su vida, por lo que solía aplazar proyectos personales; al morir dejó al menos una docena de trabajos inéditos.
De regreso  a Europa en 1971, tras otra etapa madrileña marcha a Bruselas, donde realizará programas radiofónicos para la emisora nacional, colaborando con la agencia independiente de noticias Liberation, para la que acude a Portugal para informar sobre la revolución de los claveles y las primeras elecciones democráticas. Ese mismol año 1975 publicó Proceso a la literatura venezolana, trabajo crítico con el que se ganó varios detractores debido a sus comentarios sobre las carencias de las letras en el país. No obstante, poco a poco, Miranda fue ganando relevancia en el terreno de la crítica y la investigación literaria.
Luego llegaron los poemarios Maquillando el cadáver de la revolución (1977), Parapoemas (1978), El poeta invisible (1981), Vida del otro (1982, Premio Conac de Poesía (1983), Anotaciones de otoño (1987). Su producción poética tiene un peso importante entre todas las facetas que como escritor Miranda ejerció, pues él mismo se definía más como un poeta que como un narrador, llegando a decir que escribir narrativa le resultaba aburrido al cabo de cierto tiempo.
En el año 1998, a los 53 años, Julio Miranda muere en la ciudad de Mérida, Venezuela. Fue novelista, poeta, antologador, articulista, traductor, presentador de programas radiales y crítico e investigador de casi cualquier forma de expresión artística. Fue un incansable escritor y editor; escribió al menos 41 libros y dejó cientos de artículos publicados en diferentes revistas dentro y fuera de Venezuela.

## Crítica e investigación
Una de las facetas más importantes en la obra de Miranda, y que abarca la mayor parte de sus escritos, fue su labor como investigador en el ámbito de las humanidades; no conformándose con la literatura, llegó a abarcar como crítico casi cualquier campo en el mundo de las letras y las expresiones artísticas de distintos lugares mundo. Una de sus mayores pasiones como investigador fue la cinematografía, prestando una especial atención al trabajo cinematográfico realizado en Venezuela y del cual escribió varios trabajos extensos y rigurosos, entre los que destacan: Cine y literatura: 6 textos, 6 films (1991); Palabras sobre imágenes: 30 años de cine venezolano (1994); Imagen documental de Caracas (1994) y La imagen que nos ve: ensayos sobre literatura y cine de Venezuela (2010).
En sus escritos sobre cine, Miranda realizó una labor catalogadora al ofrecer una visión panorámica del amplísimo y diverso cine producido en Venezuela, obras que resultaban difíciles de ordenar y catalogar.  También son relevantes las asociaciones que hizo entre cine y literatura, sobre todo en el tema de las adaptaciones cinematográficas en Venezuela. Además de estos trabajos, realizó otros de menor envergadura, dedicados a la orientación del público general, muchos de esos escritos los publicó como columnista en periódicos como El Universal o Economía Hoy.
Miranda siempre expresó en sus escritos críticos el papel del mismo crítico, ya sea literario o cinematográfico. En relación con el cine, hablaba sobre la distancia entre el crítico y el autor de la obra cinematográfica, concediendo a cada uno un papel independiente, que producen textos autónomos. Tendencia que se sostiene, como asegura en En off (1981), incluso cuando se trata de un texto crítico sobre una obra cinematográfica que tiende a ser autorreflexiva sobre el propio oficio de la cinematografía (que de alguna forma es un texto crítico en sí mismo).
Llegó a escribir varios textos donde se aproxima como crítico a la poesía cubana y venezolana. Su postura ante el concepto de poesía lo deja claro en Sobre poesía venezolana comprometida, en cuyo texto habla de tres libros de «poesía comprometida», asegurando que la poesía, si pretende serlo, debe estar comprometida con la poesía misma. Luego, ante la pregunta de qué es poesía, escribe:

En un momento en que los géneros explotan maravillosamente, confundiéndose poesía, novela y ensayo; en que la noción de belleza está más o menos definitivamente desprestigiada como fin del arte, y el mismo arte tiende a resituarse dentro de un contexto ahora sí vitalmente cultural, descendiendo de su cielo privilegiado para enfrentar un combate entre lenguajes; en que la mal llamada subliteratura se convierte en centro de atención y se intentan utilizaciones creadoras del antiguo folletín, al mismo tiempo que estudiosos de la mayor seriedad se dedican a desmontar analíticamente las lingüísticas de las tiras cómicas, las fotonovelas y en general todos los mass media; en fin, en el momento en que algunos teóricos del cine, perplejos ante la inasibilidad del «específico» fílmico, llegan a admitir que cine es todo lo que pasa por la pantalla, ¿no nos veremos igualmente obligados a admitir que poesía es algo así como todo lo que pasa por el poema o se constituye voluntariamente en poema.
Julio E. Miranda

Uno de sus poemarios más experimentales puede ser el noveno de los publicados: “Vida del Otro”. Iniciada su escritura en España (Jaén y Madrid) en septiembre de 1980 y culminada en Caracas un año después, fue editado por Con Textos (Caracas, marzo 1982) obteniendo el Premio Conac de Poesía en 1983.

Sus 66 páginas se estructuran en cuatro bloques: Argumentos – Patria dispersa – Poéticas - Cine, y ejerce como caleidoscopio de sus intereses, obsesiones y visiones íntimas. Su forma literaria oscila desde la narrativa clásica (Fuego, una especie de guion cinematográfico en ocho secuencias) al poema minimalista cercano al haiku (“el poema es una trampa de sentido / que captura nada” -p. 45-). Su desgarro personal entre la Cuba natal, la España de aprendizaje y la Venezuela electiva, cimentado por el delicado cultivo de las amistades, queda marcado con precisión en poemas rebosantes de lucidez, sarcasmo, humor macabro y lánguida sensación de ausencia. Entresaquemos una muestra:  

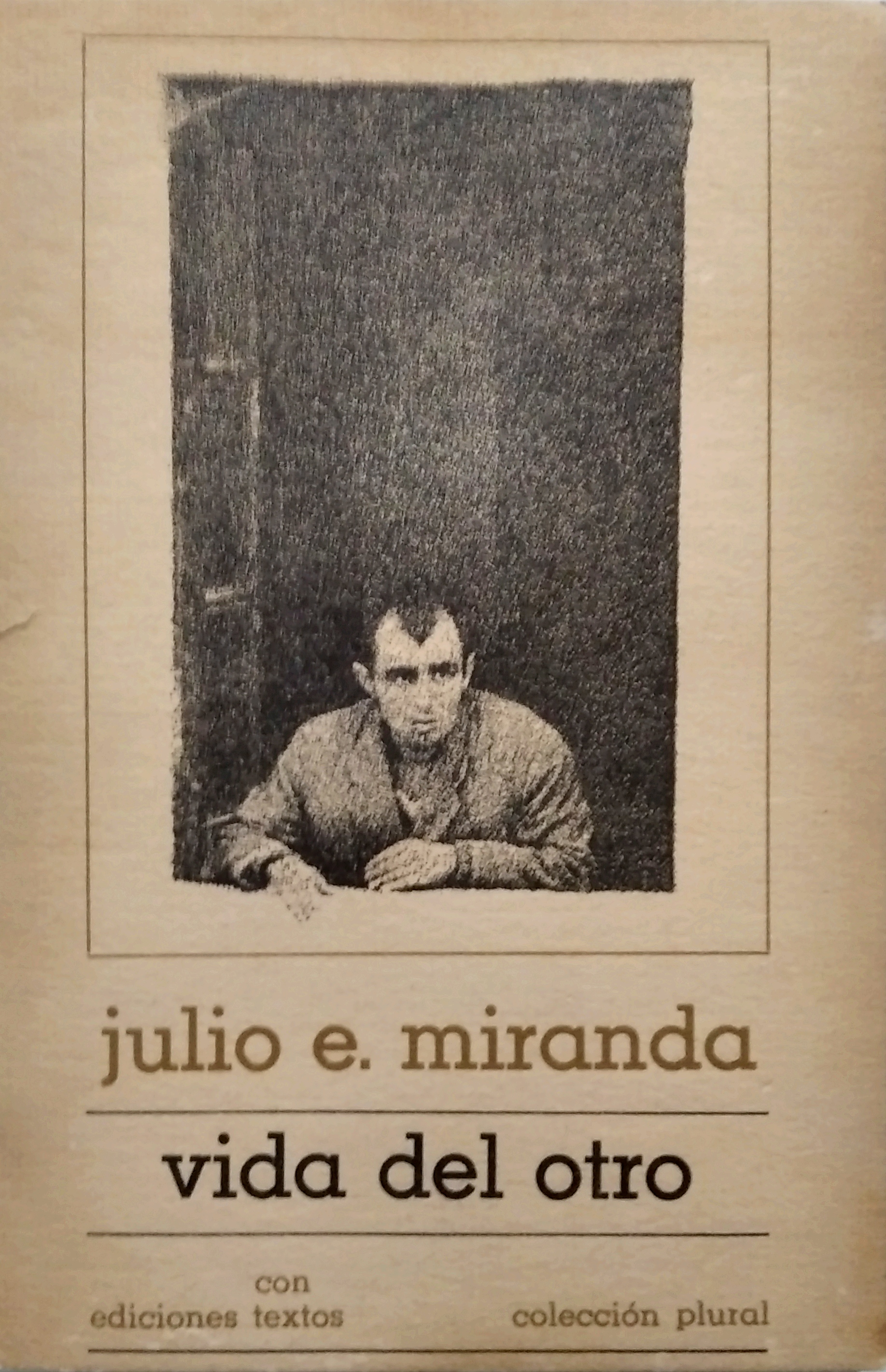
"Vida del otro" Poemario. Ed. Con Textos, 1982.

“Patria dispersa, pedazos de mi cuerpo / mis amigos no cesen / el simulacro que me salva / pero tampoco me dejen / morir el último”. (p. 29)
“quien escribe la vida del otro / vive la muerte de quién? / quien escribe la muerte de otro /muere la vida de quién? / quién del uno o del otro / escribe sobre quién? / quién escribe o quién vive / quién se oculta quién ama / quién se nombra / quién muere / al fin detrás de quién? / quién del uno o del otro / sueña escribiendo a quién?”. (p. 33)
“mi calavera sonríe bajo mi piel / cada vez más descaradamente”. (p. 61)
Hasta el impactante poema final: “este es el mundo: / implacable y perfecto”. (p. 65).

## Obra poética
La primera obra poética que Miranda pública de forma profesional, Maquillando el cadáver de la revolución, llega en 1977, cuando contaba con 32 años; pero la poesía fue siempre parte de su escritura, llegando a considerarse a sí mismo como poeta. Participó activamente en los movimientos poéticos de su primera etapa fuera de Cuba, en España y Francia, llegando influir en la inducción  de la poesía beat norteamericana en España  y también ganando un concurso de poesía en Sevilla en 1967 por No se hagan ilusiones, poemario que se publicó tres años después en Venezuela, aunque pasó desapercibido entre el público y la crítica.
Como poeta, Miranda puede ser incluido entre los llamados «novísimos»; este grupo de poetas son los que nacieron después de 1940, pertenecientes entonces a la tercera generación de la época republicana. Muchos de ellos, tal como lo hizo Miranda, optaron por dejar la isla: Belkis Cuza Malé, Isel Rivero, Mercedes Cortázar, Reinaldo (Felipe) García Ramos. Esta poesía estuvo marcada por la experiencia del exilio como tópico, sin embargo, Julio Miranda tiende a deslindarse de esta poesía, a pesar de que el problema de la identidad siempre estuvo presente en sus temas de escritura poética y narrativa. Incluso, Miranda parecía poseer para muchos un afán por crearse un nicho propio en todas sus empresas escriturarias.
Anotaciones de Otoño aparece en 1987. Aquí Miranda manifiesta una escritura mucho más madura, lejos de lo que podría entenderse como simples anotaciones. Dominada por el desconsuelo, muestra una cara distinta a la contestataria que se manifestaba en sus primeros poemarios. A su vez, se puede apreciar el adagio y la  prosa micro-ficcional, es decir, enunciados fragmentarios que se acercan más al relato que al poema. También hay una carga de erotismo y el uso de la prosa poética.
De alguna forma, la identidad de Miranda siempre estuvo cercenada por su condición de exiliado. Y esto es algo que repercute en su poesía, llegándole a dar el nombre de invisible a esta condición personal. En 1981 había aparecido el título El poeta invisible, y como respuesta al porqué de lo «invisible», Miranda llega a decir: 

No es opción, sino reconocimiento. Algo ni siquiera muy pensado, salvo cuando me hacen preguntas: -¿tú eres un cubano?-No, soy dos cubanos. Que era, en realidad, yo soy medio cubano, o acaso la tercera o la cuarta parte, una cubanidad que disminuye (¿o se concentra?) pero también que se exacerba, se mitifica, se objetiva en absurdos como conservar nacionalidad y pasaporte para ser detenido, registrado, fotografiado, fotocopiado, interrogado y alguna vez deportado en fronteras que se electrizan ante la llegada del cubano.
Julio E. Miranda

## Narrativa
Hay que tener en cuenta que, como escritor, Miranda es una especie de fugitivo al que le es difícil encontrar un lugar. Como poeta sale del plano de los «novísimos» y se convierte en un escritor apátrida, es decir: toma el exilio como una condición no solo de legalidad, de poseer una identificación, sino que lo ejecuta en su escritura como fondo y como forma. Especialmente en la narrativa, el ser cubano y exiliado, con todas las complejidades que esto acarrea, sale a la vista como un interés estético capital en sus obras; las convierte en nicho ideal para poner en duda todas las categorías y etiquetas con las que se identifica a la persona, al escritor y a la escritura. 

(…)soy, entonces, cubano pero no solo soy cubano. Fui funcionalmente español durante cinco o seis años; soy funcionalmente venezolano desde-o, más bien, durante- casi treinta. Y, al reinventarme narrador en 1988, escribí paralelamente una noveleta en cubano, un conjunto de cuentos en venezolano y un esbozo de novela en andaluz, más por necesidad que por programa: tenía que dar cuerpo a todas esas voces. Y, emotivamente, en ese acarreo de materiales (¿y de derribo?) que voy siendo, hay plazas y calles y cafés de Bruselas-y, obviamente hombres y mujeres-, que se entrecruzan con otros de España, Francia, Portugal, etc. Porque tampoco se vive impunemente aquí o allá. Porque uno se reconoce acariciando imágenes-o identidades- y dice: ah, yo he sido eso, y eso, y eso. Uno va siendo, entonces, venezolano, español, cubano, sin ser del todo ninguna de esas clasificaciones, pero también sin dejar de serlas alguna de ellas.
Julio E. Miranda

Casa de Cuba (1990) es una de las últimas empresas literarias del escritor, ejerciendo en el terreno de la narrativa, al que no era ajeno, pues había escrito antes cuentos dentro del género de la minificción. Miranda narra una suerte de crónica de sus años en París. La novela se centra en la residencia para estudiantes donde vivía. Se convierte en una especie de microcosmos de la realidad cubana, aglomerando en un solo recinto a todos los «tipos de cubano»: disidentes, becarios del régimen, y lo que es llamado como «la gusanera» de Cuba. Sin dejar de ser una mera ficción, la mayoría de los personajes que son retratados en la novela son reales, y puede ser vista como un texto que contiene muchas de las vivencias de Miranda y de las personas que este conoció por esos tiempos. Casa de Cuba se convierte en trilogía con las novelas Una ciudad con nombre de mujer y Agua por todas partes, que serían editadas póstumamente en 2006, diez años después de la muerte de Julio Miranda.

También saldría a la luz, 52 años después de escritos y 27 tras su fallecimiento, un singular intento de entrelazar texto e imagen, al seleccionar en el otoño de 1971, 42 fotos tomadas por su amigo (y también cubano) el periodista y fotógrafo Demetrio Enrique Brisset, para comentarlas literariamente: “Lo que en cámara no se ve” en Calle del Aire – Revista de Literatura núm. 6 (Diciembre 2023)..
“A esta colaboración creativa entre la imagen y su sugerencia textual la llamaron textículos, dirigidos a su publicación en revistas españolas. Pero ninguno de los temas elaborados consiguió pasar a la imprenta. Transcurrieron décadas hasta que el fotógrafo las rescató del baúl de manuscritos inéditos y decidió divulgarlas en 2022, subiéndolas a internet: Lo que la cámara no ve”.

Demetrio E. Brisset

## Obra

### Investigación y Crítica
- Proceso a la literatura venezolana (1975)
- En off. Cine y narrativa en Venezuela (1981)
- El cine que nos ve: materiales críticos sobre el documental venezolano (1989)
- Cine y literatura: 6 textos, 6 films (1991)
- Las aventuras imaginarias: lectura intratextual de la poesía de Arnaldo Acosta Bello (1991)
- Poesía, paisaje y política (1992)
- Palabras sobre imágenes: 30 años de cine venezolano (1994)
- Imagen documental de Caracas (1994)
- Retrato del artista encarcelado (1999)
- La imagen que nos ve: ensayos sobre literatura y cine de Venezuela (2010)

### Como antologador
- Ciencia-ficción venezolana: antología (1979)
- Cuentos fantásticos venezolanos: antología (1980)
- Antología básica: Guillermo Cabrera Infante (1980)
- Amar en Venezuela: antología (1980)
- Morir en Venezuela: antología (1980)
- Poesía en el espejo: estudio y antología de la nueva lírica femenina venezolana, 1970-1994 (1995)
- El gesto de narrar: antología del nuevo cuento venezolano (1998)
- Antología venezolana del poema en prosa (1999)
- Antología histórica de la poesía venezolana del siglo XX, 1907-1996 (2001)

### Poesía
- El poeta invisible (1981)
- Rock urbano (1989)
- Sobre vivientes (1992)
- Así cualquiera puede ser poeta
- Anotaciones de otoño (1987)
- Maquillando el cadáver de la revolución (1977)
- Parapoemas (1978),
- El poeta invisible (1981)
- Vida del otro (1982, Premio Conac de Poesía 1983)
- Así cualquiera puede ser poeta (1991)

### Narrativa
- Casa de Cuba (1990)
- El guardián del museo
- Ciudad con nombre de mujer (1997)
- Agua por todas partes (1997)